# Medios de comunicación de Cantabria
Los medios de comunicación de Cantabria se reparten por las principales plataformas, prensa, radio y televisión. Cabe destacar que Cantabria carece hasta la fecha de canal de televisión autonómico público. Por otro lado a diferencia de la prensa escrita, la radio en Cantabria ha experimentado en las últimas décadas un constante crecimiento. A fecha de 2009, Cantabria es la única comunidad autónoma que aún no ha sacado el concurso local y autonómico para la asignación de licencias para la Televisión Digital Terrestre.

## Prensa

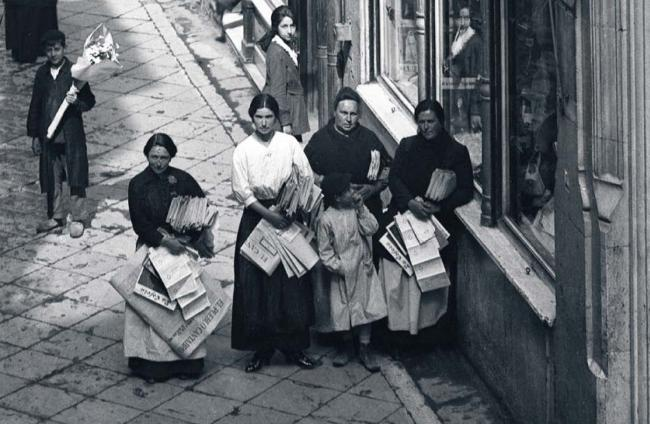
Vendedoras de periódicos, como El Cantábrico o El Pueblo Cántabro, en el centro de Santander a principios del (colección Thomas)

Sería en 1809, en plena Guerra de la Independencia, cuando se publica el primer periódico en Cantabria, se llamaba La Gazeta de Santander y no era más que un reflejo de su homónimo madrileño. Después de La Gazeta, editado por las autoridades francesas, llegaría el primer periódico independiente de Cantabria, El Montañés (1813). Hasta 1849 no saldría a la venta el primer periódico de edición diaria (los anteriores eran semanarios), El Diario de Santander. Desde entonces multitud de publicaciones han visto la luz en la capital y en la provincia, algunas de ellas de efímera vida, pues en cierta época se puso de moda entre los indianos el fundar periódicos en lugares insospechados por su escasa y aislada población, factor este que pronto acababa con tan atrevidos y bienintencionados propósitos: así tenemos El Ebro de Reinosa (1884), El Eco de Carriedo (1894) o La Voz de Liébana, de Potes (1904). Entre los que más fortuna tuvieron se encuentran los desaparecidos El Atlántico, El Impulso, La Abeja Montañesa, La Atalaya o La Voz Montañesa.
La guerra civil española daría al traste con un panorama de prensa diaria mucho más extenso que el actual y que había abarcado el último tercio del siglo XIX y los primeros treinta años del XX. Desaparecerían cuatro de las cabeceras históricas que habían marcado una época hasta entonces: El Cantábrico, La Región, La Voz de Cantabria y El Impulsor de Torrelavega; entre junio y agosto de 1937 sólo se editó un periódico, La República.
En la actualidad el número de lectores de prensa en Cantabria se sitúa por encima de la media española, con más de 100 ejemplares por cada 1000 habitantes. Los principales periódicos son El Diario Montañés fundado en 1902, y Alerta, que comenzó en 1937, con una tirada en el primero de los casos de 45.000 ejemplares y de 30 000 ejemplares el segundo.
En la comunidad autónoma existe un predominio claramente superior de la prensa regional frente a la de cobertura nacional, siendo una de las regiones donde este dato es más abrumador. Así, hay casos como el del citado periódico decano de la prensa cántabra y uno de los más importantes a nivel regional en España, El Diario Montañés. No obstante existen, o han existido, iniciativas por parte de rotativos de tirada nacional de crear cabeceras que incorporaban una separata con contenidos sobre la actualidad de la región en sus periódicos, como los extintos Diario 16 Cantabria, de 1992 a 1993, o El Mundo Cantabria, entre los años 2008 y 2016.

### Revistas
Son de destacar, entre otras, tres revistas editadas en Cantabria: Cantabria Económica desde 1996, Cantabria Negocios y La Revista de Cantabria, (antes La Revista de Santander) publicada por Caja Cantabria desde 1975. Las dos primeras son publicaciones mensuales, mientras que la última es una publicación trimestral que destaca por los temas de actualidad y patrimonio histórico, artístico o natural.

### Diarios digitales
En los últimos años, aprovechando las facilidades para la difusión que ofrecen las nuevas tecnologías, han surgido en la región nuevas alternativas de periodismo digital mediante ediciones electrónicas de periódicos impresos o el nacimiento de otros nuevos que tienen en Internet su único canal de difusión.

### Prensa gratuita
Junto a estos nuevos modelos aparecen iniciativas de prensa de distribución gratuita siguiendo el ejemplo de otros muchos proyectos semejantes en España y el resto de Europa. A principios del siglo XXI hubo un fuerte incremento de prensa gratuita en la región, viéndose el propio mercado saturado. Según la "Encuesta de hábitos y prácticas culturales 2006-2007" del Ministerio de Cultura, un 14,9 % de la población leía prensa gratuita todos o casi todos los días y un 41,5 % la lee al menos una vez al mes. La encuesta destacaba el crecimiento del hábito de lectura de prensa gratuita desde 2003 en determinadas comunidades autónomas como Cantabria, donde se había triplicado, o Murcia, La Rioja y Aragón, donde casi se duplica.
Pero esta eclosión se ha visto reducida con la misma rapidez con que creció. La crisis económica ha hecho desparecer buena parte de los periódicos de difusión gratuita en la región, tales como Pueblos, Qué! o Rakeros. Los que mejor resisten son los medio de prensa tradicional, con una estructura económica más sólida. En el 2017 aparece "La Voz de Cantabria".

## Radio
A diferencia de la prensa escrita, la radio en Cantabria ha experimentado en las últimas décadas un constante crecimiento. Radio Santander fue la pionera, casi simultáneamente con Radio Torrelavega (EFJ 44) que fue la primera en pasar de la O.M. a la F.M y posteriormente, también, la que doto a sus emisiones de la estereofonía. Años más tarde llegaron en la década de los sesenta y setenta, la COPE (la antigua Radio Popular), Radio Juventud de Torrelavega, y más tarde Radio Nacional de España.
En los años 1990 hicieron su aparición las emisoras de FM, viendo la luz una gran cantidad de radios de ámbito regional y local, algunas de legalidad incierta. Esto dio lugar incluso a denuncias por parte de la Dirección General de Aviación Civil por interferencias en el espectro de radiofrecuencias destinadas a la navegación aérea por la potencia con que emitían ciertas de ellas desde Peña Cabarga y, en algunos casos, desde emplazamientos no autorizados. Gran parte de estos problemas se fundamentaban en la permisividad de los estamentos públicos competentes ante la ocupación fraudulenta del espacio radioeléctrico. Se intentó resolver esta cuestión mediante concursos públicos para asignar nuevas frecuencias a emisoras que en aquel momento se encontraban en un limbo jurídico y que en muchos casos resultaron polémicos. Ante el anuncio del Gobierno regional de abrir expedientes sancionadores han surgido plataformas que agrupan a radios independientes que siguen careciendo de licencias.
Es de esperar que estos problemas de gestión del espectro radioeléctrico se superaren con la implantación de la radio digital y con ello, según autores, la arbitraria política de atribución de frecuencias radiofónicas que ha sido una constante en España desde los años setenta. No obstante en Cantabria aún no se ha convocado concurso alguno para asignación de licencias para emisiones DAB.
- A nivel autonómica 
  - Onda Cantabria FM
  - TeleBahía FM
  - Cope Cantabria

### La Radio Digital Terrestre
El 30 de enero de 2009, el Gobierno de Cantabria convocó un nuevo concurso para el reparto de las licencias locales de radio y televisión digital terrestre a la que no se presentó buena parte de las emisoras candidatas debido a las fuertes garantías provisionales que se exigían y ante las incertidumbres sobre la rentabilidad.
En febrero de 2009 se crea la Asociación Cántabra de Radios de Proximidad (ACRP) formada por las emisoras de radio pertenecientes a las televisiones que son miembros de Asociación Cántabra de Televisiones de Proximidad ycon el fin de hacer un frente común y conseguir licencia autonómica de Cantabria en TDT y RDT a su respectivo canal: Cadena Cope Cantabria, Cadena 100 Cantabria, Rock&Gol Cantabria, Radio Foramontanos, Radio Marca Cantabria, Punto Radio DM Cantabria, Cadena Regional Cantabria-Grupo de Servicios Integrales de Comunicación Rabel On Line asociado a Grupo Nervión, Aquí FM, Radio Laredo y Radio Cabarga-Cantabria Radio.
Hasta la fecha no se ha convocado un nuevo concurso para el reparto de las licencias autonómicas, provinciales y locales.
Con el paso del tiempo y la aparición y desarrollo de nuevas tecnologías el escenario radiofónico ha cambiado al fragmentarse las audiencias variando los modelos de negocio, tanto en radio como en televisión. Cada vez se ve más patente la necesidad de desarrollar una nueva normativa que ordene y actualice la legislación audiovisual cántabra vigente -hasta ahora dispersa, incompleta y obsoleta- y amparar los nuevos modelos de negocio y condiciones de las oferta derivados de la ampliación de redes y nuevas tecnologías: la tecnología DAB y la irrupción de Internet fundamentalmente. 
En julio de 2013 el Gobierno de Cantabria aprueba un decreto sobre Servicios de Comunicación para desarrollar las nuevas pautas legales sobre medios de comunicación que introdujo la Ley General de Comunicación Audiovisual (LGCA), anulando formalmente la normativa autonómica, ya que se basaba en una legislación estatal derogada desde 2010. Este nuevo ordenamiento introduce la realidad de los servicios no lineales (aquellos que usan el cable, satélite, Internet mediante protocolo IP o dispositivos móviles para su difusión) además de satisfacer las necesidades de modernización y simplificación de la regulación de los tradicionales servicios lineales. Al mismo tiempo, se recogen expresamente las notas que definen el denominado tercer sector audiovisual: las comunicaciones comunitarias sin ánimo de lucro.
Desde 2012 Aquí TV, Canal TV Cantabria, Cantabria TV y Aquí FM (emisora de radio de Cantabria) dejaron de emitir en TDT, FM y demás sistemas.
Desde 2016 TeleBahía y Tele Bahía FM dejaron de emitir en TDT, FM y demás sistemas.
A través de las frecuencias locales de TDT de VegaVision, Aquí TV, Cantabria TV y TCB televisión emite el canal de televisión Cantabria 7 Televisión en la actualidad.

## Televisión
Cantabria carece hasta la fecha de canal de televisión autonómico público. En 1989 el Gobierno de Cantabria, bajo la presidencia de Juan Hormaechea, adquirió equipamiento destinado a un centro emisor de producción de televisión pero el cambio de gobierno y el gran coste que suponía hizo que finalmente el proyecto se desechara y el material vendido. Actualmente no existen planes de retomarlo y la presidencia de gobierno ya ha señalado que la creación de una televisión autonómica no es una prioridad. De hecho, el presidente regional, Miguel Ángel Revilla, ha llegado a asegurar en numerosos canales privados de ámbito estatal que "mientras yo sea presidente de Cantabria, Cantabria no tendrá televisión autonómica".
En 1984 se crea el Centro Regional de TVE en Cantabria y en 1995 inician sus emisiones las primeras televisiones locales con la ya desaparecida Telesantander. Entre estas últimas destacan por su cobertura regional y share TeleBahía y Canal 8 DM.
En el año 2006 se crea por iniciativa privada de las cadenas de televisión que la integran la Asociación Cántabra de Televisiones de Proximidad (ACTP), compuesta por Canal 8 DM, Localia TV Cantabria, Telebahía, Cantabria TV y Tú Televisión Cantabria.
Tras la inminente aparición de la TDT en Cantabria en el año 2006 cinco cadenas de televisión propias de Cantabria se asociaron con el fin de hacer un frente común y conseguir licencia autonómica de Cantabria en TDT a su respectivo canal. En febrero de 2009 ingresaron Aquí TV y Popular TV Cantabria.
A nivel autonómico el único canal que emite en casi la totalidad de las demarcaciones locales de Cantabria es Popular TV Cantabria (asociado con VegaVision - TCB televisión y TeleCastro). Otro canal de televisión que siguen emitiendo a nivel local es TeleBahía Cantabria.

### La Televisión Digital Terrestre
El 23 de enero de 2008 el Gobierno de Cantabria sacó a concurso público la adjudicación de las infraestructuras necesarias para la universalización de la Televisión Digital (TDT) en el territorio regional, inserto dentro del Plan de Universalización de la Televisión Digital en Cantabria (Tdcan).

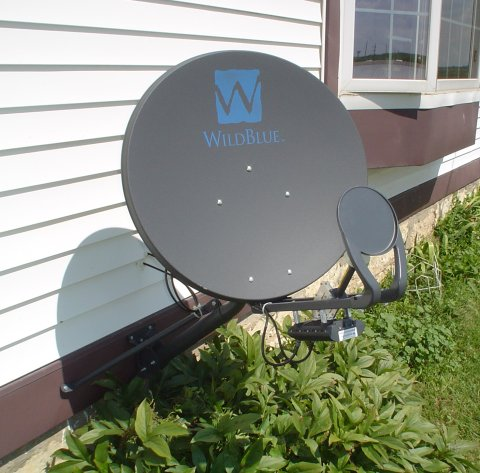
La licitación presentaba una solución para difundir la señal TDT a través de transmisión vía satélite, y que los usuarios cántabros recibieran la señal a través de una antena receptora de banda ancha y un decodificador. El Gobierno cántabro, dentro de la neutralidad tecnológica del Plan Tdcan, indicó en la licitación que sería válida cualquier solución que dotara del servicio de televisión a todos los cántabros.

La difícil orografía de Cantabria dificulta notoriamente la recepción de la señal televisiva, tanto en el sistema analógico como en el digital, especialmente en los municipios del interior. En 2008 la televisión analógica terrestre no era recibida por cerca de 5.000 cántabros y aproximadamente entre 20.000 y 25.000 no podían ver los canales Antena 3, Cuatro y Telecinco, mientras que 150.000 no disponen de la señal de La Sexta. En cuanto a la televisión digital alrededor de 56.000 cántabros, el 10 por ciento de la población, no recibía ese año este tipo de señal, motivado principalmente por la orografía montañosa de la región, que veta la entrada del cable que lleva la señal a muchas localidades del interior.
Inicialmente la solución de referencia que contemplaba el plan del Gobierno de Cantabria para la difusión de la TDT era la transmisión vía satélite a los hogares, dado que esta era la única tecnología que garantizaba una completa difusión de la señal en Cantabria debido al fuerte perfil montañoso y al poblamiento disperso de la región. Según los planes del gobierno autonómico, recogidos en el citado concurso, la cobertura total de la señal digital en la región debía producirse a mediados del año 2008.
Se presentaron cuatro empresas, 2 de ellas con una solución satélite (Telefónica y Ses Astra) y 2 de ellas con una solución mixta terrestre y satélite (Retevision y Castilla-La Mancha Telecom). La solución ganadora fue la de la empresa SES Astra, que sería la encargada de construir una cabecera satelital o telepuerto en el Parque Empresarial del Besaya, en la localidad de Reocín, desde donde se enviaría la señal TDT al satélite, devolviéndola a toda la región y, en especial, a las zonas de sombra donde no llega la televisión por cable. El servicio utilizaría el estándar de compresión MPEG-4 y ofrecería 20 canales nacionales de Televisión Digital Terrestre, además de los autonómicos internacionales que se emiten por los satélites Astra, los autonómicos de la TDT que paulatinamente vayan subiendo su señal al satélite, más 18 locales e Internet de banda ancha. Para evitar problemas con los derechos de emisión de los canales españoles de la TDT las señales no iban a ser transmitidas en abierto sino codificadas y accesibles mediante un descodificador subvencionado por el ejecutivo regional en el que se insertaría una tarjeta descodificadora que no tendría coste de suscripción. El excepcional método de transmisión de la señal TDT levantó polémica en el sector.
Tras el anuncio del Gobierno de España de que iba a implantar la cobertura del servicio de TDT para todo el territorio nacional, el Gobierno de Cantabria decide resolver el contrato, realizando como el resto de las comunidades autónomas, convenios con la Administración del Estado español con la consiguiente financiación de aproximadamente 6 millones de euros.
Durante los años 2008, 2009 y 2010 se desarrolla el Plan de Universalización, existiendo zonas de Cantabria que reciben la televisión terrestre, y zonas que lo reciben por satélite a través de la plataforma Hispasat.
El 30 de enero de 2009, el Gobierno de Cantabria convocó un nuevo concurso para el reparto de las licencias locales de Televisión Digital Terrestre a la que no se presentó buena parte de las emisoras candidatas debido a las fuertes garantías provisionales que se exigían y ante las incertidumbres sobre la rentabilidad.
Desde 2012 Aquí TV, Canal TV Cantabria y Cantabria TV dejaron de emitir. Cantabria TV, tras adquirirla Grupo Digital 2006 (propietarios de Aquí TV) y con la llegada del apagón analógico, volvió a reaparecer en TDT como segundo canal regional de Cantabria. Tras la desaparición de Aquí TV también dejó de emitir.
A través de las frecuencias locales de TDT de VegaVision, Aquí TV, Cantabria TV y TCB televisión emite el canal de televisión Cantabria 7 Televisión en la actualidad.